# Edward G. Rohrbough
Edward Gay Rohrbough (* 4. Januar 1874 bei Buckhannon, Upshur County, West Virginia; † 12. Dezember 1956 in Washington, D.C.) war ein US-amerikanischer Politiker. Zwischen 1943 und 1945 sowie nochmals von 1947 bis 1949 vertrat er den dritten Wahlbezirk des Bundesstaates West Virginia im US-Repräsentantenhaus.

## Werdegang
Das genaue Geburtsdatum von Edward Rohrbough ist nicht bekannt. Die Quellen gehen von 1874 als seinem Geburtsjahr aus. Er besuchte die öffentlichen Schulen seiner Heimat einschließlich des West Virginia Wesleyan College in Buckhannon. Danach studierte er bis 1900 am Allegheny College in Meadville (Pennsylvania) und dann bis 1906 an der Harvard University. Rohrbough beendete seine Studienzeit an der University of Chicago. Anschließend schlug er eine Laufbahn im Schuldienst ein. Er war Lehrer am West Virginia Wesleyan College und an der West Virginia University in Morgantown. In den Jahren 1900 und 1901 unterrichtete er in Brookville (Pennsylvania); von 1901 bis 1907 war er Lehrer an der State Normal School in Glenville (West Virginia). In den Jahren 1907 und 1908 war Rohrbough Vizepräsident des State Teacher College in Fairmont. Von 1908 bis 1942 leitete er das Glenville Teachers College. Neben diesen Aktivitäten im Schuldienst engagierte er sich auch noch im Bankgeschäft.
Politisch war Rohrbough Mitglied der Republikanischen Partei. 1942 wurde er als deren Kandidat im dritten Distrikt von West Virginia in das US-Repräsentantenhaus in Washington gewählt, wo er am 3. Januar 1943 die Nachfolge des Demokraten Andrew Edmiston antrat. Da er bei den Wahlen des Jahres 1944 dem Demokraten Cleveland M. Bailey unterlag, konnte er bis zum 3. Januar 1945 nur eine Legislaturperiode im Kongress absolvieren, die von den Ereignissen des Zweiten Weltkrieges geprägt war. 1946 konnte Rohrbough seinen Rivalen Bailey schlagen und seinen alten Sitz im US-Repräsentantenhaus zurückgewinnen. Damit konnte er zwischen dem 3. Januar 1947 und dem 3. Januar 1949 eine weitere Amtszeit im Kongress verbringen. Bei den Kongresswahlen im Jahr 1948 verlor er bei einem weiteren Aufeinandertreffen mit Bailey, der dann bis 1963 dieses Mandat ausüben sollte.
Nach seinem Ausscheiden aus dem Kongress ist Edward Rohrbough politisch nicht mehr in Erscheinung getreten. Er starb am 12. Dezember 1956 in der Bundeshauptstadt und wurde in Glenville beigesetzt.